# (12493) Minkowski
(12493) Minkowski est un astéroïde de la ceinture principale.

## Description
(12493) Minkowski est un astéroïde de la ceinture principale. Il fut découvert par Paul G. Comba le 4 août 1997 à Prescott. Il présente une orbite caractérisée par un demi-grand axe de 3,16 UA, une excentricité de 0,098 et une inclinaison de 6,7° par rapport à l'écliptique.
Il fut nommé d'après le mathématicien et physicien théoricien allemand Hermann Minkowski (1864-1909), prix de l'Académie des Sciences de Paris, il fut un des professeurs de mathématiques d'Albert Einstein à Zurich.

## Compléments